# ماورو وولف
ماورو وولف (بالإيطالية: Mauro Wolf)‏ هو عالم اجتماع إيطالي، ولد في 26 أكتوبر 1947 في ترينتو في إيطاليا، وتوفي في 14 يوليو 1996.